# Gran Premi de Waregem
El Gran Premi de Waregem va ser una cursa ciclista d'un dia que se celebrava al voltant de Waregem (Bèlgica). Creada el 1980 va ser amateur fins al 2004. De 2005 a 2007 va formar part del calendari de l'UCI Europa Tour. Estava reservada a ciclistes de categoria sub-23.

## Palmarès
| Any  | Primer               | Segon                 | Tercer               |
| ---- | -------------------- | --------------------- | -------------------- |
| 1980 | Noël Segers          | Eddy Planckaert       | Luc Colijn           |
| 1981 | Dirk Demol           | Geert Dhondt          | Jean-Pierre Valepijn |
| 1982 | Etienne De Wilde     | Alain Lippens         | Robert Hendrickx     |
| 1983 | Johan Delathouwer    | Rudy Roels            | Danny Lippens        |
| 1984 | Nico Verhoeven       | Gino Lauwereys        | Cornelis Heeren      |
| 1985 | Yves Verlinden       | Marc Assez            | Jos van de Horst     |
| 1986 | Patrick Verplancke   | Paul Beirnaert        | Wilfried Peeters     |
| 1987 | Stephan Räkers       | Patrick Tolhoek       | Frank Francken       |
| 1988 | Marcel Wüst          | Jan Vervecken         | Pierre van Est       |
| 1989 | Mario Kummer         | Olaf Ludwig           | Uwe Raab             |
| 1990 | Martin Van Steen     | Raymond Meijs         | Dennis Overgaag      |
| 1991 | John den Braber      | Frank Francken        | Jan Erik Østergaard  |
| 1992 | Leon van Bon         | Erwin Thijs           | Eddy Vancraeynest    |
| 1993 | Yoeri Wandels        | Wim Vansevenant       | Ken Hashikawa        |
| 1994 | Marcel Vegt          | Lars Kristian Johnsen | Eddy Vancraeynest    |
| 1995 | Steven de Jongh      | Pascal Appeldoorn     | Gerard Kemper        |
| 1996 | Peter van der Velden | Christoph Roodhooft   | Goswin Laplasse      |
| 1997 | Johan Bruinsma       | Daniël van Elven      | Angelo van Melis     |
| 1998 | Nicolas L'Hôte       | Stefan Van Dijk       | Geoffrey Demeyere    |
| 1999 | Cedric Flasse        | Tom Serlet            | Torsten Nitsche      |
| 2000 | Stijn Devolder       | Roy Sentjens          | Rene Weissinger      |
| 2001 | Stijn Devolder       | Roy Sentjens          | Tom Boonen           |
| 2002 | Hans Dekkers         | Eric Baumann          | Giario Ermeti        |
| 2003 | Andre Greipel        | Maurizio Biondo       | Moritz Veit          |
| 2004 | Wouter Weylandt      | Sebastien Minard      | Benjamin Vanherzeele |
| 2005 | Romain Fondard       | Tyler Farrar          | Alexandre Pichot     |
| 2006 | Jelle Vanendert      | Renaud Pioline        | Huub Duyn            |
| 2007 | Enrico Montanari     | Danilo Wyss           | Coen Vermeltfoort    |
| 2008 | Thomas De Gendt      | Jan Bakelants         | Marius Bernatonis    |
| 2009 | Cole House           | Jens Debusschere      | Jens Keukeleire      |
| 2010 | Thomas Chamon        | Arthur Vanoverberghe  | Zico Waeytens        |
| 2011 | Daniel McLay         | Sean De Bie           | Tom Van Asbroeck     |